# Diana Alecrim
Diana Duarte Alecrim (Barueri, 22 febbraio 1999) è una pallavolista brasiliana, centrale del Türk Hava Yolları.

## Carriera

### Club
La carriera di Diana Alecrim inizia a livello giovanile nel club della sua città natale, il Barueri. Si trasferisce quindi al Bradesco, dove fa la sua prima esperienza da professionista partecipando alla Superliga Série B 2017, approdando quindi al São Caetano: dopo un'annata con la formazione giovanile, nel corso della quale ottiene qualche convocazione in prima squadra, viene definitivamente promossa nella formazione di Superliga Série A nella stagione 2018-19. Nella stagione seguente invece torna in forza al Barueri, militandovi per un quadriennio e conquistando il Campionato Paulista 2019.
Nel campionato 2023-24 è di scena per la prima volta all'estero, ingaggiata dal Türk Hava Yolları, nella Sultanlar Ligi turca.

### Nazionale
Fa parte delle selezioni giovanili brasiliane, partecipando con l'under 18 al campionato mondiale 2015; con l'under 20 vince l'oro al campionato sudamericano 2016, venendo anche premiata come miglior centrale, e partecipa al campionato mondiale 2017; mentre con l'under 23 conquista l'oro ai I Giochi panamericani giovanili, premiata inoltre come MVP del torneo. Partecipa inoltre alla XXX Universiade nel 2019.
Nel 2022 debutta in nazionale maggiore nel corso della fase a gironi della Volleyball Nations League, mentre un anno dopo conquista l'oro al campionato sudamericano e l'argento alla Coppa del Mondo. Nel 2024 mette al collo la medaglia di bronzo ai Giochi della XXXIII Olimpiade e nel 2025 quella d'argento alla Volleyball Nations League.

## Palmarès

### Club
- Campionato Paulista: 1

2019

### Nazionale (competizioni minori)
- Campionato sudamericano under 20 2016
- Giochi panamericani giovanili 2021

### Premi individuali
- 2016 - Campionato sudamericano under 20: Miglior centrale
- 2021 - Giochi panamericani giovanili: MVP